# Репин (Октябрьский район)
Репин (бел. Рэпін) — деревня в Октябрьском районе Гомельской области Белоруссии. В составе Краснослободского сельсовета.

## География

### Расположение
В 30 км на юго-запад от посёлка Октябрьский, 23 км от железнодорожной станции Рабкор (на ветке Бобруйск — Рабкор от линии Осиповичи — Жлобин), 260 км от Гомеля.

## Транспортная сеть
Транспортные связи по просёлочной, затем автомобильной дороге Слуцк — Копаткевичи. Планировка состоит из короткой прямолинейной улицы, близкой к широтной ориентации, к которой присоединяются с севера 2 прямолинейные улицы с переулками. Застройка двусторонняя, деревянная, усадебного типа.

## История
По письменным источникам известна с начала XX века как поместье.
В 1907 году начал работать винокуренный завод (закрыт в 1915 году). В 1920-х годах деревня быстро росла за счёт переселенцев из соседних деревень. В 1931 году жители вступили в колхоз.
Во время Великой Отечественной войны в апреле 1942 года немецкие оккупанты полностью сожгли деревню и убили 17 жителей. Некоторое время весной 1943 года здесь базировался штаб Минского партизанского соединения. 18 жителей погибли на фронте.
Согласно переписи 1959 года в составе совхоза «Краснослободский» (центр — деревня Красная Слобода); действовали клуб, магазин.
Червоннослободский сельсовет в июне 2005 года был переименован в Краснослободский.

## Население

### Численность
- 2004 год — 48 хозяйств, 92 жителя.

### Динамика
- 1940 год — 47 дворов, 168 жителей.
- 1959 год — 273 жителя (согласно переписи).
- 2004 год — 48 хозяйств, 92 жителя.